# سام ريفرز (ملحن)
سام ريفرز (بالإنجليزية: Sam Rivers) هو عازف جاز وملحن أمريكي، ولد في 25 سبتمبر 1923 في إلرينو في الولايات المتحدة، وتوفي في 26 ديسمبر 2011 في أورلاندو في الولايات المتحدة بسبب ذات الرئة.

## وصلات خارجية
- الموقع الرسمي
- سام ريفرز على موقع ميوزك برينز (الإنجليزية)
- سام ريفرز على موقع أول ميوزيك (الإنجليزية)
- سام ريفرز على موقع ديسكوغز (الإنجليزية)